# Otto Liman von Sanders
Otto Viktor Karl Liman von Sanders (ur. 17 lutego 1855 w Słupsku, zm. 22 sierpnia 1929 w Monachium) – niemiecki generał kawalerii oraz marszałek polny Armii Osmańskiej. Dowódca wojsk osmańskich podczas I wojny światowej.

## Życiorys
Dnia 13 marca 1874 roku wstąpił do 115 pułku piechoty armii heskiej. W październiku 1875 roku nominowany do stopnia porucznika. W latach 1878–1881 był studentem akademii wojennej w Berlinie. W marcu 1885 nominowany do stopnia pierwszego porucznika. Od następnego roku stacjonował w 21 brygadzie kawalerii we Frankfurcie. W 1887 roku został przydzielony do sztabu generalnego. Od marca 1899 roku stacjonował w 28 pułku piechoty w Karlsruhe. W grudniu 1894 roku został awansowany na majora. W następnym roku przydzielony do sztabu 14 Pułku Ułanów w Avold. Od 1901 roku dowodził 6 Pułkiem Huzarów w Głubczycach. W czerwcu tego roku nominowany na podpułkownika. W kwietniu 1904 został pułkownikiem. Od czerwca 1906 dowodził 15 brygada kawalerii. 20 marca 1908 nominowany do stopnia generała majora. w kwietniu 1911 roku został dowódcą 22. Dywizji Piechoty w Kassel w stopniu generała porucznika. Od czerwcu 1913 roku przewodniczył zespołowi niemieckich doradców wojskowych w Imperium Osmańskim. W styczniu 1915 roku generalnym inspektorem wszystkich sił osmańskich. Został wówczas mianowany osmańskim marszałkiem polowym i niemieckim generałem kawalerii. Dowodził 5 armią osmańską podczas bitwy o Gallipoli. Został wówczas nagrodzony orderem Pour le Mérite. Od lutego 1917 roku dowodził armiami we wschodniej Anatolii. Dnia 1 marca 1918 objął dowodzenie grupą armii F z zadaniem wzmocnienia obrony w Palestynie i Syrii. Po październikowym zawieszeniu broni w Mudros powrócił do Stambułu. Jego zadaniem było nadzorowanie repatriacji wojsk niemieckich. W lutym 1919 roku został aresztowany przez siły brytyjskie. Generał był przetrzymywany na Malcie przez sześć miesięcy jako podejrzany o zbrodnię wojenną. Odszedł z wojska w październiku 1919 roku.

## Odznaczenia
- Pour le Mérite – 23 sierpnia 1915
  - Liście Dębu – 10 stycznia 1916
- Order Orła Czerwonego II klasy z liśćmi dębu i koroną
- Order Orła Czerwonego IV klasy
- Order Królewski Korony II klasy z gwiazdą
- Kawaler I klasy Orderu Lwa Zeryngeńskiego (Badenia)
- Kawaler I klasy Orderu Zasługi Filipa Wspaniałomyślnego z mieczami (Hesja)
- Kawaler Orderu Alberta (Saksonia)
- Komandor II klasy Orderu Ernestyńskiego (Saksonia)
- Krzyż Zasługi III klasy (Waldeck)
- Kawaler I klasy Orderu Fryderyka (Wirtembergia)
- Oficer Orderu Świętych Maurycego i Łazarza (Włochy)
- Kawaler Orderu Korony Żelaznej II klasy (Austro-Węgry)
- Komandor Orderu Korony Rumunii (Rumunia)